# Luz antiniebla

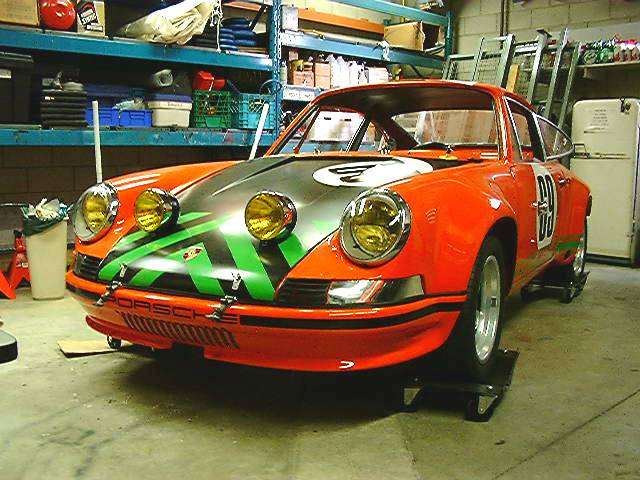
Porsche 911 (clásico) con faros antiniebla de color amarillo selectivo

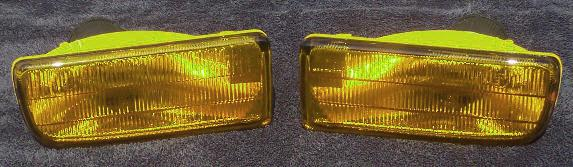
Un par de faros antiniebla de color amarillo selectivo

Las luces antiniebla en automóviles de turismo, de carreras y en general en todo tipo de vehículos, son dos o más luces de color blanco, rojo o amarillo selectivo, cuya finalidad es mejorar el alumbrado o ser visto en la carretera en caso de niebla, nevada, tormenta o nube de polvo. Puede utilizarse también en tramos de vías estrechas con muchas curvas señalizadas como peligrosas, entre el ocaso y la salida del sol. La instalación de la luz antiniebla delantera en el vehículo y su uso es opcional, mientras que la instalación de la luz antiniebla trasera del vehículo es obligatoria.
Debe utilizarse siempre junto con el alumbrado de posición. Debe poderse apagar con independencia del resto del alumbrado.
Los faros antiniebla delanteros confieren un haz de luz ancho y plano con un corte recto en su parte más elevada y normalmente se montan enfocándose lo más bajo posible. Se diseñaron para usarlos a bajas velocidades con el objetivo de incrementar la iluminación dirigida hacia la superficie, ayudando así en condiciones de baja visibilidad provocadas por la lluvia, la niebla, la bruma o la nevada. Así, a veces es más efectivo usarlas en lugar de la luz de corto alcance, reduciendo el reflejo producido por la niebla o la nevada, aunque la posibilidad de hacer esto legalmente varía en cada jurisdicción.
El uso de los faros antiniebla cuando la visibilidad no es especialmente reducida muchas veces está prohibido, por ejemplo, en casi toda Europa, ya que pueden aumentar el deslumbramiento a otros conductores, especialmente cuando el pavimento está mojado y pueda reflejar la luz; y también por empeorar la visión del propio conductor debido a la excesiva iluminación hacia el suelo.
El propósito de la luz antiniebla y el de la luz de largo alcance se confunde a menudo, debido en parte al concepto equivocado de que las luces antiniebla son necesariamente de color amarillo selectivo, mientras que todas las luces auxiliares de color blanco son de largo alcance. Los fabricantes y los suministradores de accesorios muchas veces intercambian ambos términos o los mezclan, aumentando la confusión. En muchos países, las condiciones climatológicas rara vez precisan del uso de estos faros y no existe una necesidad legal de usarlas ni tenerlas.

## Pilotos antiniebla
En Europa y otros países cuyas normas están reguladas por UNECE, los vehículos han de estar equipados con uno o dos pilotos antiniebla de especial potencia, que sirven como luces de posición traseras de alta intensidad, que el conductor conecta cuando las condiciones son de baja visibilidad, para mejorar la claridad del vehículo por su parte trasera. La horquilla de intensidad de un piloto antiniebla es de entre 150 y 300 candelas, lo que supone que está en el rango de una luz de freno norteamericana. Por este motivo, algunos vehículos europeos exportados al mercado americano tienen los pilotos antiniebla conectados como luces de freno, ya que en aquel mercado, los pilotos antiniebla no son obligatorios y las luces de freno europeas no tienen suficiente intensidad. Aunque, de todos modos, están permitidas allí, pero se encuentran casi en exclusiva en vehículos de fabricación europea. La última generación del Oldsmobile Aurora también llevaba un doble piloto antiniebla como equipamiento de serie.
La mayoría de las jurisdicciones permiten que sean uno o dos pilotos antiniebla. Pero en el caso de que sea exclusivamente uno, debe estar colocado en el centro o en el lado del conductor, sea cual sea este. Esto maximiza la línea de visión de los conductores que sigan al piloto antiniebla. Si se instalan dos, deben estar simétricamente colocados con respecto al centro del vehículo. Ambos formatos tienen seguidores y detractores. Los que apoyan la existencia de uno solo, alegan que un par de pilotos antiniebla encendidos produce un efecto parecido al de unas luces de freno encendidas, que van obligatoriamente a pares, reduciendo de esta manera la claridad del mensaje que transmiten estos faros. Así, para proporcionar una cierta seguridad para que no se confundan ambos tipos de iluminación, la normativa ECE 48 obliga a que ambos faros estén a un mínimo de 10 cm (3,9 pulgadas) de distancia.